# Thoburnia atripinnis
Thoburnia atripinnis là một loài cá vây tia trong họ Catostomidae.
Nó chỉ được tìm thấy ở Hoa Kỳ in the headwaters of the Barren River system in phía nam central Kentucky. 